# Свято-Георгиевская церковь (Сопотница)
Свято-Георгиевская церковь (серб. Црква Светог Ђорђа) — православная церковь в селе Сопотница общины Ново-Горажде Республики Сербской. Принадлежит Дабро-Боснийской митрополии Сербской православной церкви.
Церковь с 2008 года входит в список национальных памятников Боснии и Герцеговины.

## История
Церковь в селе Сопотница была построена до 1454 года и является задужбиной герцога Степана Вукчича Косачи. В дальнейшем церковь была сильно перестроена. В XV—XVI веках при церкви действовал монастырь, бывший важным центром книгопечатания.
Во время османского владычества со второй половины XVI века по 1869 год церковь не претерпела значительных изменений. Во второй половине XIX века была пристроена колокольня. В 1920 году церковь была заново перекрыта.
В сентябре 1992 года церковь подверглась артиллерийскому удару, после чего была разграблена и сожжена. В апреле 1994 года сербские войска установили контроль над селом и начали возрождение церкви. В октябре 1994 года была возведена временная крыша.
7 октября 2002 года обновлённая церковь была освящена митрополитом Николаем (Мрджя).

## Архитектура
Церковь является однонефной. Размеры нефа составляют 8,50 × 4,50 м. С восточной стороны расположена апсида радиусом 2,12 м. С северной стороны пристроен прямоугольный параклис. Колокольня имеет в основе прямоугольник 3,5 × 3 м и высоту 12 м.